# Campugnan
Campugnan est une commune du Sud-Ouest de la France, dans le département de la Gironde en région Nouvelle-Aquitaine.

## Géographie

### Localisation
Campugnan est une commune viticole située dans le Blayais.
Son territoire se singularise par sa forme très allongée, d'environ 6,2 km de long pour environ1,2 km de large.
Il se compose à 71% de territoires agricoles et 28% d'espaces forestiers et milieux naturels, principalement dans son quart nord (Corine Land Cover).

### Communes limitrophes
Les communes limitrophes sont  Cartelègue, Générac, Reignac, Saint-Paul et Saugon.
|            | Reignac    | Saugon  |
| Cartelègue | Campugnan  | Générac |
|            | Saint-Paul |         |

### Relief et hydrographie
Campugnan se présente comme un plateau culminant à 42 m d'altitude au hameau de Hervais, au nord du bourg (placé à une altitude de 38 m). Le point bas se situe à 15 m en limite septentrionale de la commune, matérialisée par la rivière des Martinettes et sa confluence avec le ruisseau du Serpolet, son affluent. Le ruisseau du Serpolet prend sa source sur la commune de Saint-Christoly-de-Blaye. La rivière des Martinettes prend sa source sur la commune de Saint-Savin et rejoint la Livenne sur Etauliers. Le ruisseau du Serpolet prend sa source sur la commune de Saint-Christoly-de-Blaye.
En partie sud, le plateau se creuse au passage du ruisseau de la Botte ou de la Moulinatte, dont le vallon est emprunté par la RD252. La limite sud-ouest du territoire est matérialisée par le ruisseau de Bouscade, son affluent. Le ruisseau de la Moulinatte prend sa source sur la commune de Saint-Girons-d'Aiguevives et se jette dans le canal des Demiers, sur Étauliers.

### Climat
Pour des articles plus généraux, voir Climat de la Nouvelle-Aquitaine et Climat de la Gironde.
Historiquement, la commune est exposée à un climat océanique aquitain.  
En 2020, Météo-France publie une typologie des climats de la France métropolitaine dans laquelle la commune est exposée à un climat océanique et est dans la région climatique  Aquitaine, Gascogne, caractérisée par une pluviométrie abondante au printemps, modérée en automne, un faible ensoleillement au printemps, un été chaud (19,5 °C), des vents faibles, des brouillards fréquents en automne et en hiver et des orages fréquents en été (15 à 20 jours).
Pour la période 1971-2000, la température annuelle moyenne est de 13 °C, avec une amplitude thermique annuelle de 14,6 °C. Le cumul annuel moyen de précipitations est de 924 mm, avec 12,2 jours de précipitations en janvier et 6,9 jours en juillet. Pour la période 1991-2020, la température moyenne annuelle observée sur la station météorologique la plus proche, située sur la commune de Saint-Savin à 10 km à vol d'oiseau, est de 13,9 °C et le cumul annuel moyen de précipitations est de 835,2 mm,. Pour l'avenir, les paramètres climatiques de la commune estimés pour 2050 selon différents scénarios d’émission de gaz à effet de serre sont consultables sur un site dédié publié par Météo-France en novembre 2022.

## Urbanisme

### Typologie
Au 1er janvier 2024, Campugnan est catégorisée commune rurale à habitat dispersé, selon la nouvelle grille communale de densité à sept niveaux définie par l'Insee en 2022.
Elle est située hors unité urbaine. Par ailleurs la commune fait partie de l'aire d'attraction de Blaye, dont elle est une commune de la couronne,. Cette aire, qui regroupe 13 communes, est catégorisée dans les aires de moins de 50 000 habitants,.

### Occupation des sols

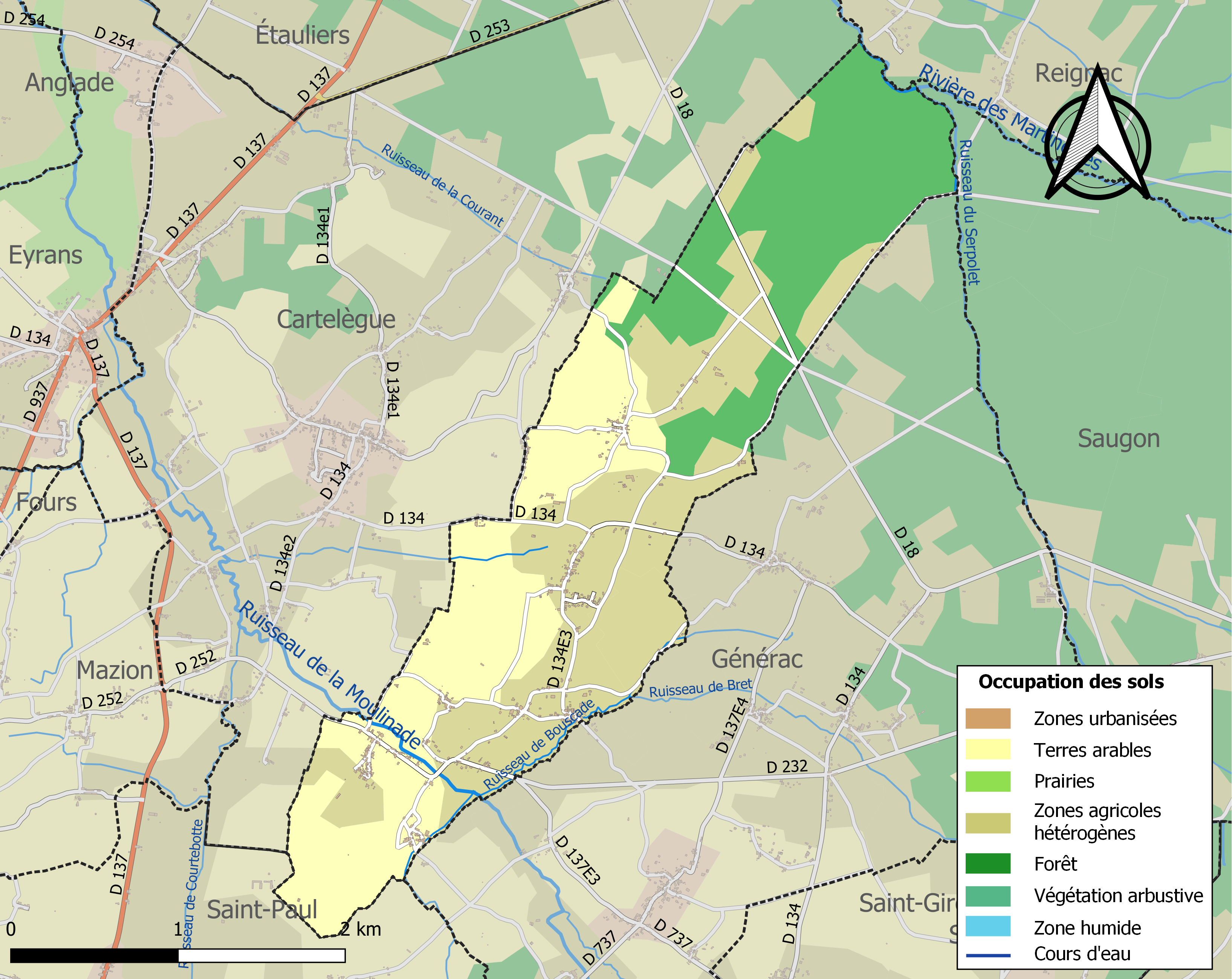
Carte des infrastructures et de l'occupation des sols de la commune en 2018 (CLC).

L'occupation des sols de la commune, telle qu'elle ressort de la base de données européenne d’occupation biophysique des sols Corine Land Cover (CLC), est marquée par l'importance des territoires agricoles (71,6 % en 2018), une proportion identique à celle de 1990 (71,6 %). La répartition détaillée en 2018 est la suivante : 
zones agricoles hétérogènes (38,2 %), cultures permanentes (33,5 %), forêts (28,4 %). L'évolution de l’occupation des sols de la commune et de ses infrastructures peut être observée sur les différentes représentations cartographiques du territoire : la carte de Cassini (XVIIIe siècle), la carte d'état-major (1820-1866) et les cartes ou photos aériennes de l'IGN pour la période actuelle (1950 à aujourd'hui).

### Logements
Campugnan compte 244 logements en 2016, dont 201 résidences principales et 12 résidences secondaires ou logements occasionnels. Entre 2006 et 2016, le parc de logements a progressé de 32 logements.
41,2% des résidences principales ont été achevées avant 1945.

### Voies de communication et transports
Le territoire est traversé d'est en ouest par trois voies routières:
- au nord, la RD18 reliant Saint-Ciers-sur-Gironde à Libourne via Saint-Savin,
- au centre, la RD134 reliant, par un tracé en demi-cercle, Bourg au port de La Belle Etoile, sur Saint-Androny,
- au sud, la RD252 reliant l'ancienne voie nationale RD937 sur Saint-Seurin-de-Curzac au carrefour des RD152 (menant à Montendre) et RD157 (menant à Montlieu-la-Garde), en Charente-Maritime.

Une voie secondaire, la RD134E3, relie la RD134 à la RD252, en desservant le bourg et les lieux-dits de Thibaud et Gadoume.

### Risques
La commune est concernée par :
- le risque technologique de transport de matières dangereuses
- le risque feux de forêt
- le risque inondation par débordement de cours d'eau et submersion marine
- le risque mouvement de terrain par retrait-gonflement des sols argileux
- un risque sismique de niveau 2 - faible.

### Plans et schémas
La commune est concernée par :
- le SCOT Haute Gironde,
- le PCAET de la Communauté de communes de Blaye,
- le SAGE Estuaire de la Gironde et milieux associés,
- le SAGE Nappes Profondes de Gironde,
- le SDAGE Adour-Garonne.

## Histoire
Des fouilles archéologiques menées à la fin du XIXe siècle et plus récemment en 1976 ont été à l'origine de la découverte sur la commune d'un trésor de monnaies , de tombes en pierre, d'armes attestant d'installations à l'époque gallo-romaine.
Au XIIe siècle, les Rudel, seigneurs de Blaye, reçoivent en fief les marais du nord de la Gironde, notamment Campugnan. Ils accordent des libertés et privilèges aux habitants, qui seront confirmés par Charles IX au XVIe siècle et renouvelés en 1747 par le duc de Saint-Simon, gouverneur de la citadelle de Blaye.
Dans son étude historique Campugnan en Blayais, selon des sources vérifiées, Maurice Jadouin mentionne le séjour du roi Saint Louis. Après la bataille de Taillebourg en 1242, à la poursuite d'Henri III, le roi, malade, s'arrêta au lieu-dit Le Morillon.
L'existence de Sancta Maria de Campunenx est mentionnée en 1324.

## Politique et administration
| Période                                  | Période  | Identité    | Étiquette | Qualité  |
| ---------------------------------------- | -------- | ----------- | --------- | -------- |
| mars 2001                                | 2014     | Jean Vezain |           |          |
| mars 2014                                | En cours | Gilles Laé  |           | Retraité |
| Les données manquantes sont à compléter. |          |             |           |          |

## Démographie
L'évolution du nombre d'habitants est connue à travers les recensements de la population effectués dans la commune depuis 1793. Pour les communes de moins de 10 000 habitants, une enquête de recensement portant sur toute la population est réalisée tous les cinq ans, les populations de référence des années intermédiaires étant quant à elles estimées par interpolation ou extrapolation. Pour la commune, le premier recensement exhaustif entrant dans le cadre du nouveau dispositif a été réalisé en 2005.

En 2022, la commune comptait 520 habitants, en évolution de +4,42 % par rapport à 2016 (Gironde : +6,91 %, France hors Mayotte : +2,11 %).
| 1793 | 1800 | 1806 | 1821 | 1831 | 1836 | 1841 | 1846 | 1851 |
| ---- | ---- | ---- | ---- | ---- | ---- | ---- | ---- | ---- |
| 510  | 550  | 501  | 557  | 572  | 562  | 583  | 593  | 569  |

| 1856 | 1861 | 1866 | 1872 | 1876 | 1881 | 1886 | 1891 | 1896 |
| ---- | ---- | ---- | ---- | ---- | ---- | ---- | ---- | ---- |
| 610  | 586  | 528  | 523  | 531  | 533  | 482  | 471  | 496  |

| 1901 | 1906 | 1911 | 1921 | 1926 | 1931 | 1936 | 1946 | 1954 |
| ---- | ---- | ---- | ---- | ---- | ---- | ---- | ---- | ---- |
| 463  | 492  | 492  | 473  | 473  | 436  | 413  | 381  | 378  |

| 1962 | 1968 | 1975 | 1982 | 1990 | 1999 | 2005 | 2006 | 2010 |
| ---- | ---- | ---- | ---- | ---- | ---- | ---- | ---- | ---- |
| 353  | 348  | 303  | 404  | 427  | 407  | 423  | 438  | 467  |

| 2015 | 2020 | 2022 | - | - | - | - | - | - |
| ---- | ---- | ---- | - | - | - | - | - | - |
| 499  | 504  | 520  | - | - | - | - | - | - |

## Économie
En 2016, la population compte 319 actifs pour seulement 46 emplois dans la commune.
Au 31 décembre 2015, sont recensés 34 établissements actifs dont 11 relevant de l'agriculture.
Selon le répertoire Sirene, au 31 décembre 2017, 19 des établissements relèvent de la sphère productive et 16 de la sphère présentielle (4 du secteur de la construction, 6 du secteur Commerce-transport-hébergement et restauration, 4 des services marchands aux entreprises et 2 des services marchands aux particuliers).

## Équipements, services et vie locale

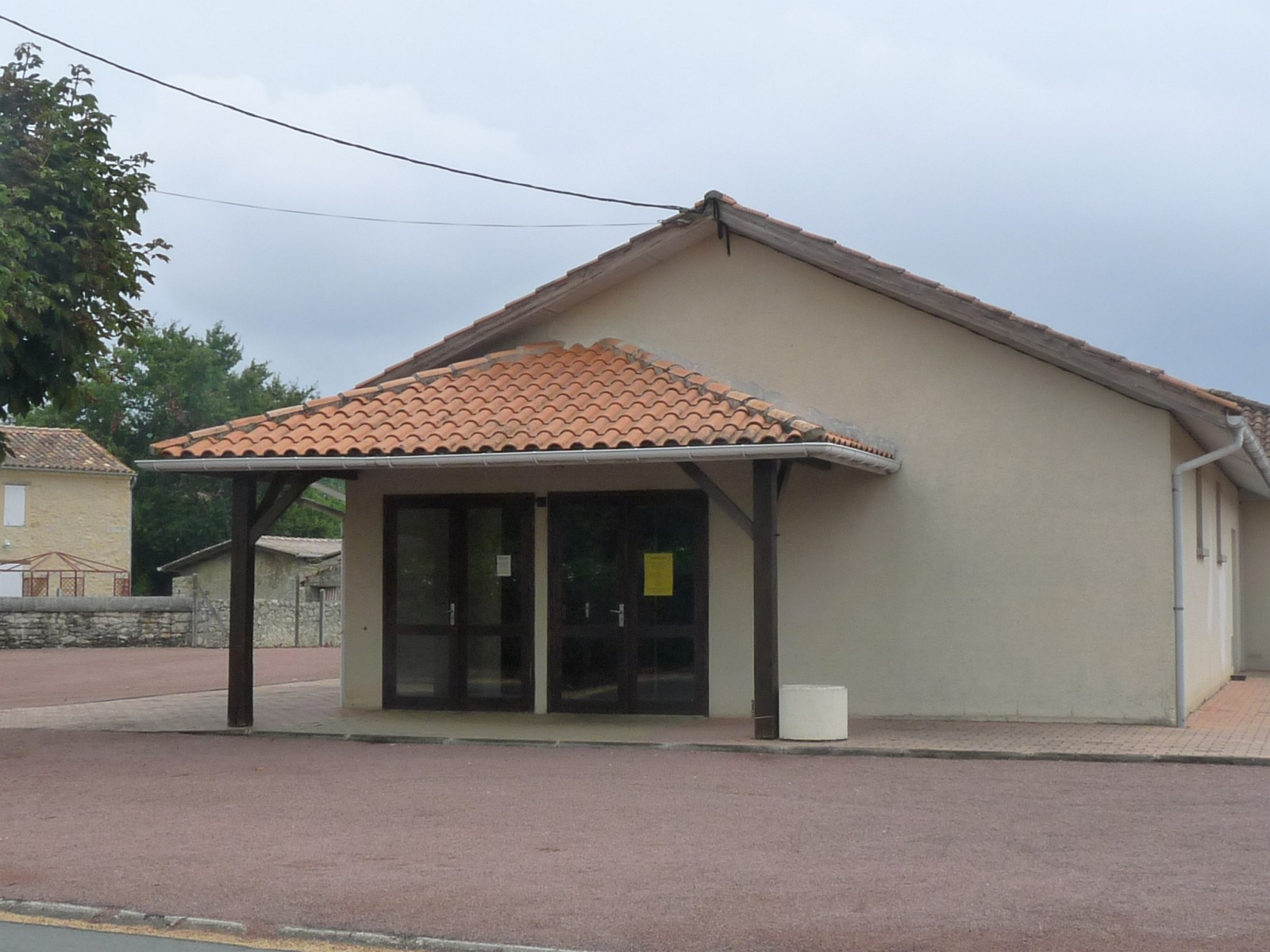
La salle des fêtes

## Culture locale et patrimoine

### Lieux et monuments
- La commune ne compte aucun monument protégé.
- L'église paroissiale Saint-Pierre est de style roman. Elle été remaniée et rehaussée en 1886.
- La croix de chemin située au carrefour près de la mairie date du XVIIe siècle.

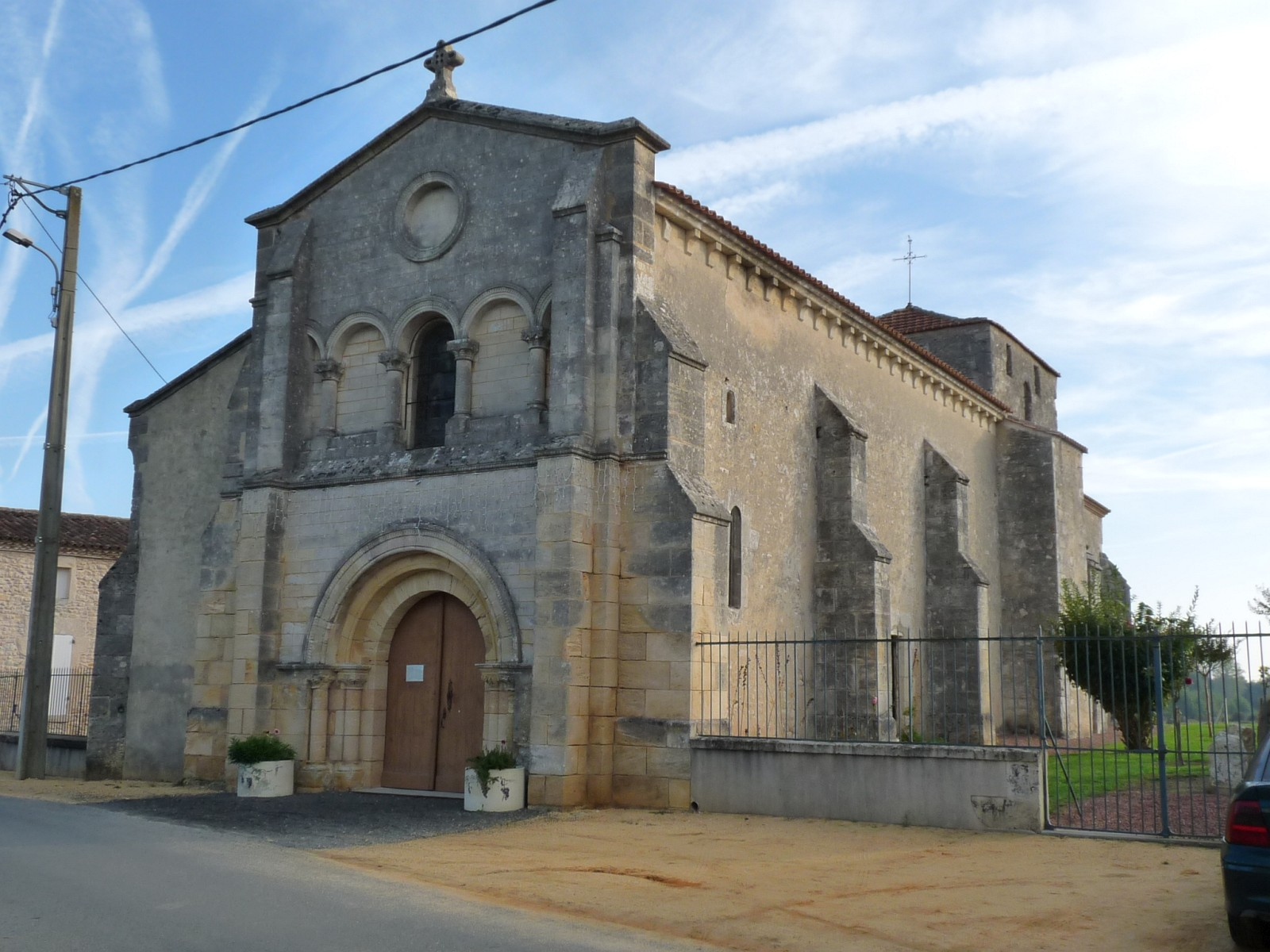
L'église
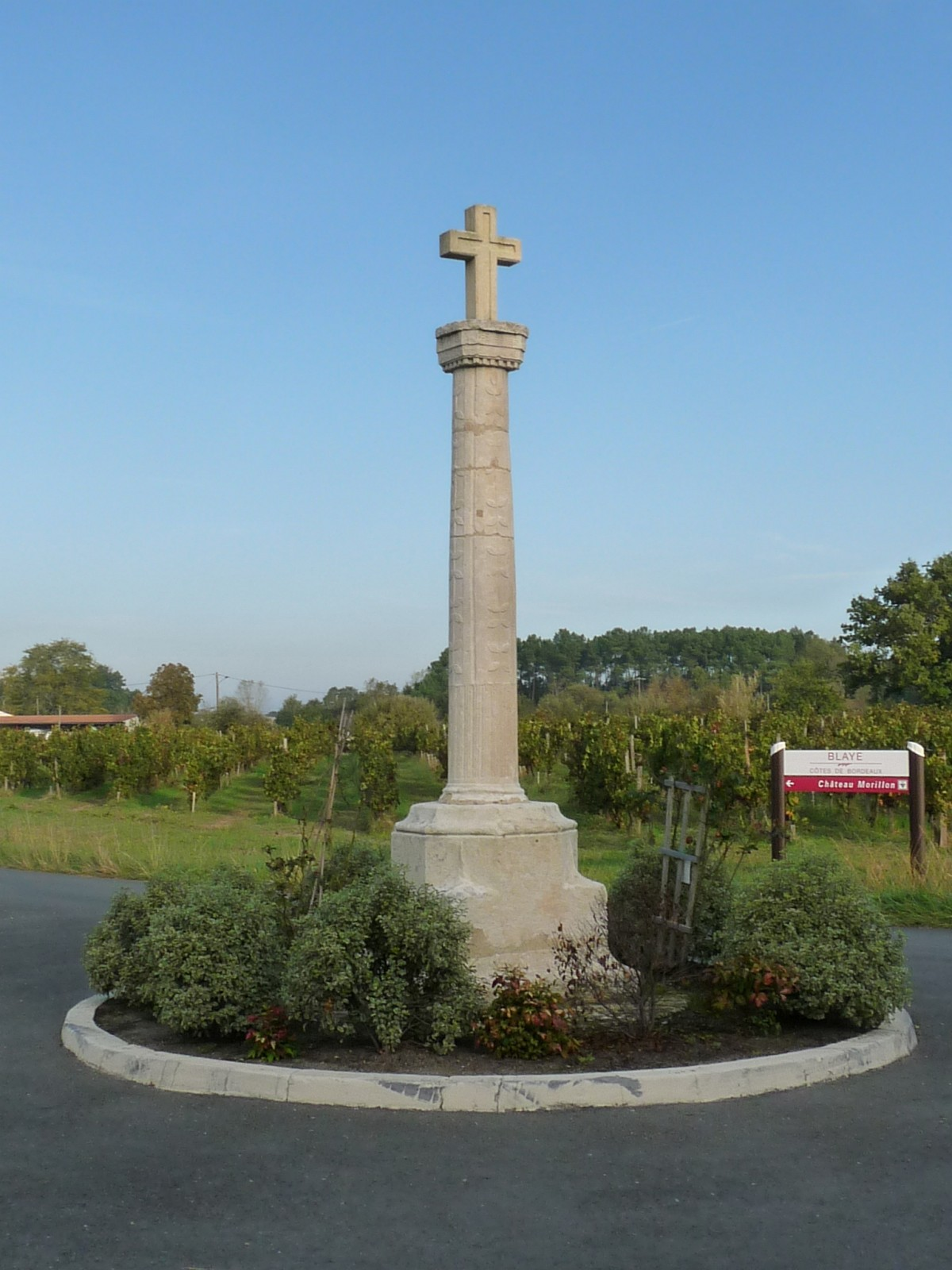
Croix de chemin
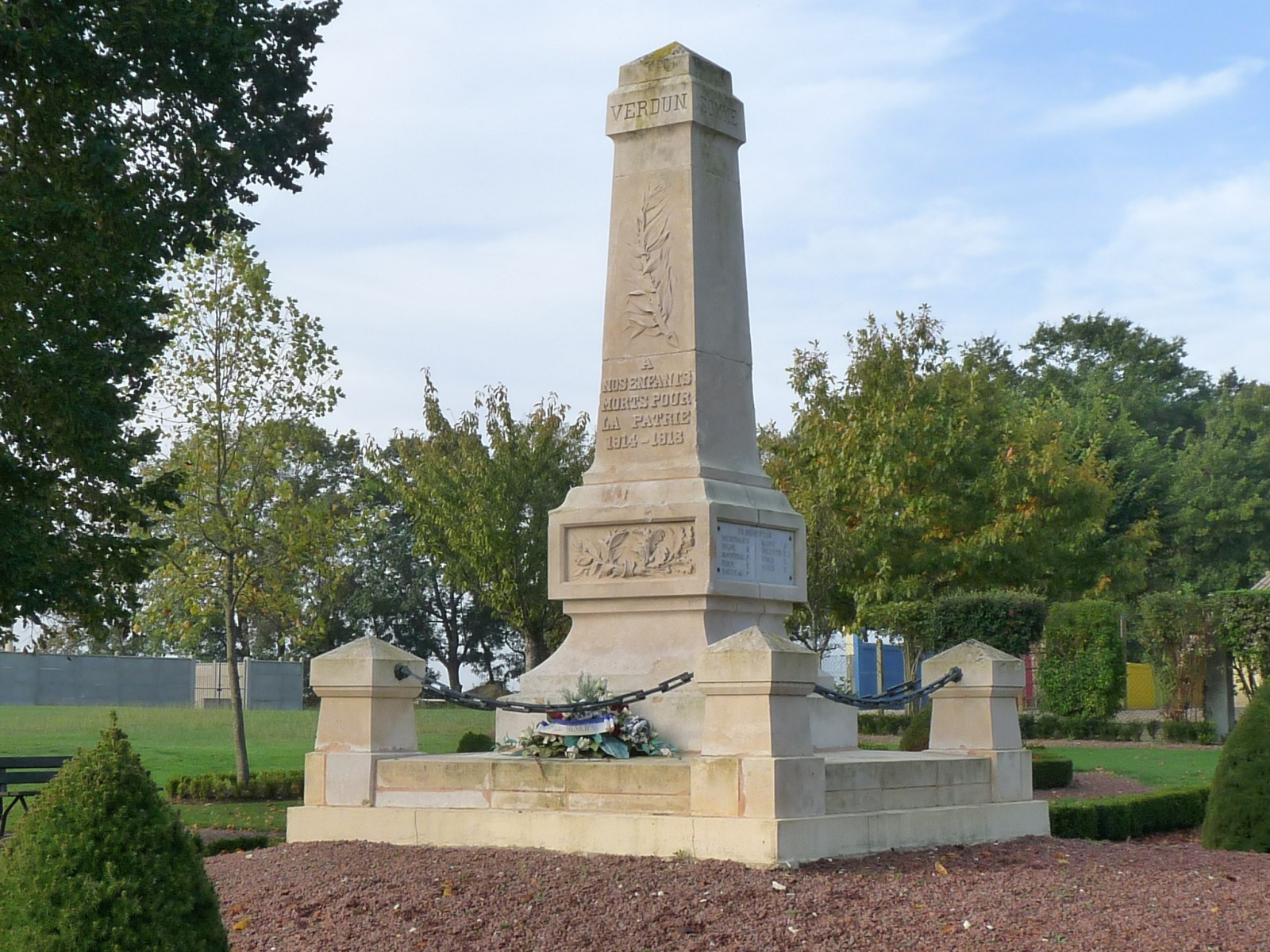
Le monument aux morts

### Héraldique
| Blason de Campugnan | Blason  | D'azur à deux clés d'argent passées en sautoir, à la grappe de raisin tigée, feuillée et vrillée d'or brochant en cœur ; au chef de gueules chargé d'un léopard d'or armé et lampassé d'azur.                                                            |
| Blason de Campugnan | Détails | Le léopard représente l'Aquitaine, le raisin le fait que la commune soit viticole et enfin les clés sont le symbole de saint Pierre, saint patron de l'église de la commune. Création de Jean-François Binon adoptée par la municipalité le 11 mai 2015. |